# Ткаченко Тарас Анатолійович
Тара́с Анато́лійович Ткаче́нко (11 грудня 1975, c. Лук'янівка Таращанського району Київської області) — український кінорежисер і сценарист, колишній Голова Національної спілки кінематографістів України, обраний на VII (XIII) З'їзді НСКУ 25 жовтня 2016 року.

## Життєпис
Закінчив Київський національний університет ім. Шевченка (українська філологія) та КДІТМ ім. Карпенка–Карого (факультет кінематографії та телебачення, відділення режисури художнього фільму).
Спільно з однокурсником Тарасом Томенком працював над фільмами «Пересохла земля» (2001—2004) та «Ліза» (2006).
2004 — працював над 3-серійним документальним телевізійним фільмом «Іван Миколайчук. Книга життя».
Викладає на факультеті кінематографії та телебачення в Київському національному університеті театру, кіно і телебачення імені Карпенка–Карого у майстерні Бориса Савченка.
27 червня 2017 року Пленум Правління НСКУ, відправив у відставку Тараса Ткаченка з посади голови Національної спілки кінематографістів України. Тарас Ткаченко пояснив свою відставку неможливістю виконувати свої обов'язки.
Знімає телефільми, документальне кіно.

## Фільмографія
Кінопрокатне кіно
| № | Тип                    | Назва фільму                         | Рік  | Мова       | Примітки                                |
| - | ---------------------- | ------------------------------------ | ---- | ---------- | --------------------------------------- |
| 1 | Короткометражний фільм | Трагічне кохання до зрадливої Нуськи | 2004 | українська |                                         |
| 2 | Короткометражний фільм | Собачий вальс                        | 2011 | українська | частина кіноальманаху «Закохані в Київ» |
| 3 | Повнометражний фільм   | Гніздо горлиці                       | 2016 | українська |                                         |
| 4 | Повнометражний фільм   | Залишенець. Чорний ворон             | 2019 | українська |                                         |

Телебачення
| № | Тип                  | Назва фільму     | Рік  | Мова       | Примітки                                                       |
| - | -------------------- | ---------------- | ---- | ---------- | -------------------------------------------------------------- |
| 1 | Документальний фільм | Кобзар           | 2013 | українська | у співавторстві з режисером Сергієм Сотниченком                |
| 2 | Телефільм            | Право на Надію   | 2008 | російська  |                                                                |
| 3 | Телесеріал           | Ніконов і Ко     | 2015 | російська  | 16-тисерійний серіал, у співавторстві з режисером Зазою Буадзе |
| 4 | Телесеріал           | Опер за викликом | 2018 | російська  | Багатосерійний телесеріал. Автор ідеї: Андрій Бабик.           |
| 5 | Телесеріал           | Доктор Віра      | 2020 | російська  | 30-тисерійний серіал                                           |